# 敵前逃亡
敵前逃亡（てきぜんとうぼう）とは、兵士などが軍事遂行命令を受けず、戦闘継続可能な状態にもかかわらず、戦わずに逃亡すること。この行為は重大な軍規違反であり、重刑になる可能性がある。
多くの国の軍隊では、戦闘を放棄し、逃げ出した部下を上官がその場で射殺する即決銃殺刑を、部隊の規律と秩序を維持するために認めている。他の者が続いて逃げ出したらその戦線は総崩れとなり、敵に突破されるためである。ただし、認められている国でも実際に執行されるかどうかは地域や部隊によって大きな差がある。
また敵前逃亡した者が、交戦相手に降伏・捕獲・保護など身柄拘束された場合は当然に状況を尋問され、いわゆるスパイとして送り込んだ者でなければ自軍にとって大打撃を与える存在となる事が、敵前逃亡に対する重刑の根拠である。
部隊から逃亡した軍人を、一般的には「脱走兵」と呼ぶ。脱走兵は平時では軍法会議にかけられ、懲役刑などを科せられて再教育を受けることが多い。戦時下、戦線後方で部隊を逃亡した軍人は、懲罰部隊に転属させられることが多い。人命を軽視する傾向が強い国の軍隊や敗色が濃厚な軍隊では、死刑に処せられる場合がある。

## 日本の事例
日本の自衛隊では、敵前逃亡は自衛隊法第122条により７年以下の拘禁刑となり、防衛出動命令または治安出動命令を受けた後、3日以上逃亡しあるいは任務に就かない場合も処罰の対象になる。なお、平時で休暇満了後に帰隊せず音信不通、また災害派遣先から逃走した場合は懲戒免職となる。自衛隊の車両を利用して任務から逃亡した場合は窃盗罪が併合されることがある。

### 第二次世界大戦
第二次世界大戦末期の日本軍では、指揮官の無責任な戦域離脱が何度か発生し、敵前逃亡と非難されている。ビルマ戦線での木村兵太郎大将の逃亡（南方軍に無断で逃亡中に大将に昇進）を筆頭に、フィリピン戦線での富永恭次中将による指揮下部隊を置き去りにしての敵前逃亡や、インパール作戦での牟田口廉也中将による作戦指揮を放棄しての戦域離脱（本人は死ぬまで「後方確保の為の行動」として逃亡の事実を認めなかった）などである。また、インパール作戦において牟田口と対立した佐藤幸徳中将が独断で撤退する事件（抗命事件、抗命撤退）も発生した。
しかしいずれも左遷程度の軽い処分で済まされ、(例えば富永は満洲へ異動）軍法会議になった事案はほとんどない。ソ連対日参戦時の満洲戦線でも同様に高級将校による逃亡が多発したとされているが、敗戦時の混乱のため詳しい状況は伝わっていない。
2012年8月放送のNHKスペシャル「戦場の軍法会議　―処刑された日本兵―」では北博昭（大阪経済法科大学客員教授）が入手したある資料が紹介された。これは元海軍法務官（文官）で法改正により1942年（昭和17年）4月1日に武官任用され法務中佐だった馬場東作（戦後、弁護士に転身、日本弁護士連合会元副会長）が戦場から引き上げる際に持ち出したもので、これによると戦地での軍法会議で、海軍刑法で戦時逃亡は懲役6ヶ月以上禁固7年以下の刑罰なのを、奔敵未遂（敵と戦わず捕虜に成るのを目的に逃亡）として死刑とした。戦況の悪化に伴い、食糧補給が無いので食糧を探しに部隊を無断で離れる兵士も多くなり、上官殺人で軍紀の乱れがあり、軍法会議にかけず処刑された兵士も多く、変死、平病死、特攻として死に追いやられた。
軍法会議の記録は1945年（昭和20年）8月15日の終戦時に軍が焼却処分しているので、ほとんどの記録が無いが、1950から1960年代にかけて軍人恩給の手続きをしていた旧厚生省が軍の裁判官や法務官の20人に聞き取り調査を行い変死、平病死、特攻などの不審死に対しては正当な裁判を受けずに処刑された調査結果が国立国会図書館に資料で残っているが、遺族には調査が行われたことも結果も知らされていないために、不当な処刑であっても県庁の社会福祉課に残る軍の記録には敵前逃亡の処刑とされ名誉回復されていない。
処刑された兵士の遺族は、戦争中は国賊扱いの白い目で見られ、隣組の発達していた時代には戸籍を移して生活基盤を失い、戦後も遺族年金を1970年（昭和45年）の法改正まで受け取れなかった。

### 戊辰戦争の事例
戊辰戦争では、幕府軍の総大将であった徳川慶喜が薩長軍を前に部下を置き去りにして江戸へ逃げた事例が知られる。将軍であった慶喜は慶応3年（1867年）10月14日に大政奉還を行い大坂城へ退却。慶応4年（1868年）1月には京都において鳥羽・伏見の戦いが勃発し、慶喜は幕府軍艦で江戸へ退却した。

## アメリカの事例
英語圏においては、敵前逃亡 desertionと、無許可離隊 Unauthorized Absence（UA）や無届離隊 Absence Without Leave（AWOLないしAWL）との区別があり、後者のUA・AWOL・AWLは許可を得ないまま一時的に不在となることを意味する。

## ソビエト軍の事例
1942年7月28日のヨシフ・スターリンによる命令「ソ連国防人民委員令第227号(原文)」によると、「命令なく自らの位置を離脱した将兵は銃撃する」とされていた。

## 海戦での事例
海戦での敵前逃亡は、各艦での艦長または艦長から指揮権を継承した者による「総員退艦」等の命令が発せられていないにもかかわらず、戦闘中の艦から海へ飛び込む等の方法によって各個の将兵が逃亡するものの他、戦闘継続可能にもかかわらず、艦長という責任ある者の意思によって現場の最高指揮官の命令に従わずに艦もろとも戦闘海域を離れる行為を指す。
最高指揮官の命令によらない、明らかな艦長の意思による艦もろとも戦闘を放棄しての敵前逃亡としては、日清戦争の黄海海戦における「済遠」と「広甲」によるものが発生している。

## その他
比喩として、競争相手や仕事内容を見て、意欲を喪失して試合や仕事を止める・放り出すことをこのように言う。

## 文献情報
- 『大東亜戦争期の日本陸軍における犯罪及び非行に関する一考察 (PDF) 』弓削欣也（戦史研究年報2007-03 防衛省防衛研究所）

大東亜戦争期の日本陸軍における犯罪及び非行に関する一考察 戦史研究年報  (10), 42-62, 2007-03 防衛省防衛研究所